# TEAM 2000
TEAM 2000（チーム・トゥーサウザンド）は、かつて新日本プロレスで活動していたヒールユニット。

## 概要
nWo JAPAN総帥だった蝶野正洋は1998年のIWGPヘビー級王座獲得後、首の負傷のため王座を返上し長期欠場に入る。しかしその間にナンバー2の位置にいた武藤敬司がnWoジャパンの実権を掌握、居場所を失った蝶野は1999年に、同期生で同じく長期欠場から復帰したAKIRAと共に新ユニットを結成。のちにドン・フライが加入、ユニット名をTEAM 2000としnWoジャパンと抗争を繰り広げる。
2000年に蝶野対武藤の頂上決戦で蝶野が勝利、nWoジャパンは消滅することになった。TEAM 2000は天山広吉、小島聡、ヒロ斎藤、スコット・ノートンらnWoジャパンの残存勢力を吸収し、さらに後藤達俊、小原道由の捨て犬コンビも加入し一大勢力を築き、以降は次々とメンバーを増殖しつつ本隊、G-EGGS、BATTなどと抗争を展開する。
2002年1月を以って武藤、小島、ケンドー・カシンが新日本プロレスを退団したことで、同年2月1日にアントニオ猪木の裁定で蝶野が現場の最高責任者に就任する。同年8月11日に蝶野が同年のG1 CLIMAXで優勝した直後に高山善廣や藤田和之といった外敵選手の脅威、さらに安田忠夫、村上一成らが魔界倶楽部を結成したことで、新日本プロレスのリングを守るために蝶野や天山らも本隊と共闘する道を選びユニットは自然消滅した。
黒のジャンプスーツ、「We are TEAM 2000」と叫びながら両手の親指を立てながら人差し指と中指を前に差し出すポーズがトレードマークで、蝶野は当時「I am CHONO!TEAM 2000」と言いながらテレビに出演していた。
2012年8月26日、大阪・松下IMPホールで行われた藤波辰爾のデビュー40周年記念の大会で限定で復活、蝶野正洋、ヒロ斎藤、AKIRA組が藤波辰爾、長州力、初代タイガーマスク組と対戦。
2017年1月4日、「WRESTLE KINGDOM 11 in 東京ドームの」1分時間差バトルロイヤル 〜ニュージャパンランボー〜にヒロ、スコット・ノートンが参戦、翌「NEW YEAR DASH !!」では天山、小島、チーズバーガー、ヒロ、ノートン組がBULLET CLUB組と対戦。
2018年2月16日に後楽園ホールで開催された「プロレスリング・マスターズ」にTEAM 2000のメンバーが参戦した。蝶野はwith蝶野正洋としてセコンドとして参加した。
2018年5月23日に、東京ドームで開催されていた『ももいろクローバーZ 10th Anniversary The Diamond Four -in 桃響導夢-』に乱入。タイトルに含まれる桃響導夢（トウキョウドーム）の文言が、新日本プロレスのイベント名に含まれる闘強導夢と酷似していたこともあり、蝶野正洋は「代表者を出せ」と挑発し、リーダーの百田夏菜子に詰め寄った。

## その他
- 笑っていいとも!のテレフォンショッキングで蝶野正洋が出演した際にタモリに「TEAM 2000は2001年になったらチーム名はどうなるの？」と聞かれたことがある。
- TEAM 2000時の蝶野は、バラエティー番組などの出演が急激に増え、とんねるずの生でダラダラいかせて!!の準レギュラーで活躍するなど知名度が上がった時期でもある。
- TEAM 2000のグッズの売れ行きは、グレート・ムタとして新日のグッズ部門でダントツの売り上げを誇っていた武藤敬司でさえ、羨ましがっていた。
- 蝶野正洋が『ぷっ』すま出演の際、ゲームに負けた草彅剛とユースケ・サンタマリアをTEAM 2000に加入させてTEAM 2000ポーズをさせた。

## メンバー
- 蝶野正洋
- AKIRA
- ドン・フライ（2001年脱退）
- スーパーJ（元：nWoスティング、2002年脱退）
- 天山広吉
- 小島聡（2002年に全日本プロレス移籍のため脱退）
- スコット・ノートン
- ヒロ斎藤
- 後藤達俊
- 小原道由
- 邪道
- 外道
- GOKU-DO
- スコット・ホール（WWEと契約のため脱退）
- 金本浩二
- ブラック・タイガー（3代目：シルバー・キング）
- エディ・ゲレロ（WWEと契約のため1シリーズで脱退）
- ジャイアント・シルバ
- ジャイアント・シン（現：グレート・カリ）

## 提携メンバー
- 大仁田厚
- スティーブ・ウィリアムス
- マイク・ロトンド
- ジム・スティール
- マイク・バートン
- リック・スタイナー
- スコット・スタイナー
- チーズバーガー

その他に前述の草彅剛、ユースケ・サンタマリア、鈴木尚典、三浦大輔、中山雅史、岡野雅行、武蔵丸光洋、千代大海龍二、SEX MACHINEGUNSなど業界外にもメンバーがいる。これは、チームのモチーフであるnWoが取っていた手法（NBAのスター選手をnWoのメンバーに加入させる）を踏襲している。

## TEAM 2000X
2024年10月14日、プロレスリング・ノアの後楽園ホール大会にてジャック・モリス、ダガ、ヨシ・タツの新ユニットとして結成。
オモスが帰国する際にタッグ王座をダガに譲渡したが、GHC管理委員会からは新たな王者としては認めないと宣告される。しかし、しばらくベルトを返上しなかったためタイトル戦が組まれなかった。
2025年5月、NOAH両国大会に解説ゲストとして蝶野正洋が登場。試合後のOZAWAと握手を交わした。
また遠藤が、杉浦や秋山準からの説得等もあり、試合中にチームを裏切り脱退した。
6月3日、OZAWA vs 遠藤 vs 杉浦による初のサバイバルマッチによるGHCヘビー級選手権が行われたが、試合中に杉浦が遠藤へイス攻撃を行い、TEAM 2000Xに加入を表明した。
8月11日、カルッツかわさき大会にてリーダーのジャック・モリスを追放。

### 現メンバー
- OZAWA（2024年11月17日 - ）- 2代目リーダー
- 杉浦貴（2025年6月3日 - ）
- マサ北宮（2025年8月3日 - ）
- ダガ（2024年10月14日 - ）
- タダスケ（2025年3月2日 - ）
- オオワダサン（2025年1月2日 - ）
- ヌル（フリー、2025年7月19日 - ）
- ヨシタツ（フリー、2024年10月14日 - ） - マネージャー

### 共闘メンバー
- オモス（WWE、2024年12月28日 - 2025年1月25日帰国）

### 元メンバー
- 遠藤哲哉（DDTプロレスリング、2025年1月11日 - 5月18日脱退）
- ジャック・モリス（フリー、2024年10月14日 - 2025年8月11日追放） - 初代リーダー